# きい
きいは、日本の漫画家。主に成人向け漫画を執筆している。

## 経歴
2012年、ワニマガジン社開催の第30回快楽天新人漫画王賞にて「ソルト・ペッパー・チョコレート」が最終候補作品に選ばれる。
2013年、第33回快楽天新人漫画王賞にて「罪と…」が奨励賞を受賞。ワニマガジン社の『COMIC快楽天』に掲載された「スプラッシュ」でデビュー。

## 作品リスト

### 単行本
1. 『放課後バニラ』[4] （2015年12月11日発売[5]、ワニマガジン社〈ワニマガジンコミックススペシャル〉、ISBN 978-4-86269-405-8）
  - スプラッシュ（COMIC快楽天 2014年1月号）
  - HITOMI（COMIC快楽天 2014年3月号）
  - といがーる（COMIC快楽天 2014年5月号）
  - 布団の中の宇宙（COMIC快楽天 2014年7月号）
  - 群青（COMIC快楽天 2014年9月号）
  - スカートの中の宇宙（COMIC快楽天 2014年11月号）
  - VAMP!!（COMIC快楽天 2015年1月号）
  - コンティニュー（COMIC快楽天 2015年3月号）
  - 罪と…（COMIC快楽天 2015年5月号）
  - ソルトペッパーチョコレート～こたつの中の宇宙～（COMIC快楽天 2015年7月号＋描き下ろし）
2. 『群青ノイズ ～初回版～』[6]（2017年10月20日発売[7]、ワニマガジン社〈ワニマガジンコミックススペシャル〉、ISBN 978-4-86269-517-8）
初回版特典：全収録作の下書きネーム集を同梱。
  - -10（COMIC快楽天 2015年10月号）
  - イレギュラー（COMIC快楽天 2016年2月号）
  - トイレの小花ちゃん（COMIC快楽天 2016年5月号）
  - LOVERS（COMIC快楽天 2016年8月号「LOVERS」＋COMIC快楽天 2016年10月号「LOVERS2」）
  - 咲クLOVE -さくら-（COMIC快楽天 2017年1月号）
  - 解放区（COMIC快楽天 2017年2月号）
  - ≦ -不等号-（COMIC快楽天 2017年5月号）
  - お見舞いエトセトラ（COMIC快楽天 2017年7月号）
  - つめたい雨、やさしい君（COMIC快楽天 2017年9月号）
  - 『群青ノイズ』通常版[8] （2017年12月26日発売[9]、ワニマガジン社〈ワニマガジンコミックススペシャル〉、ISBN 978-4-86269-539-0）
通常版特典：『群青ノイズ～初回版～』未収録エピソード「My Sweet Cat」をカラー化して収録。
    - My Sweet Cat（COMIC快楽天 2017年12月号）
3. 『不完全マーブル』（2021年12月24日発売[10]、ワニマガジン社〈ワニマガジンコミックススペシャル〉、ISBN 978-4-86269-814-8）
  - 日陰の詩（COMIC快楽天 2018年4月号）
  - あきらちゃんはどうしてもチンチンをなめたい（COMIC快楽天 2021年5月号）
  - あきらちゃんはどうしてもチンチンをいれたい（COMIC快楽天 2021年5月号）
  - 優惑（COMIC快楽天 2018年12月号）
  - ヒメ♡ハジメ（COMIC快楽天 2019年9月号）
  - turn（COMIC快楽天 2018年8月号）
  - 六月の雨の夜に（COMIC快楽天 2021年12月号）
  - ビビってねーし！（COMIC快楽天 2020年1月号）
  - カサブタ（COMIC快楽天 2020年6月号）